# NGC 2504
NGC 2504 ist eine Zwerggalaxie vom Typ P im Sternbild Kleiner Hund. Sie ist schätzungsweise 111 Millionen Lichtjahre von der Milchstraße entfernt.
Das Objekt wurde von Albert Marth am 25. März 1864 entdeckt.